# Fritz Adam (SA-Mitglied)

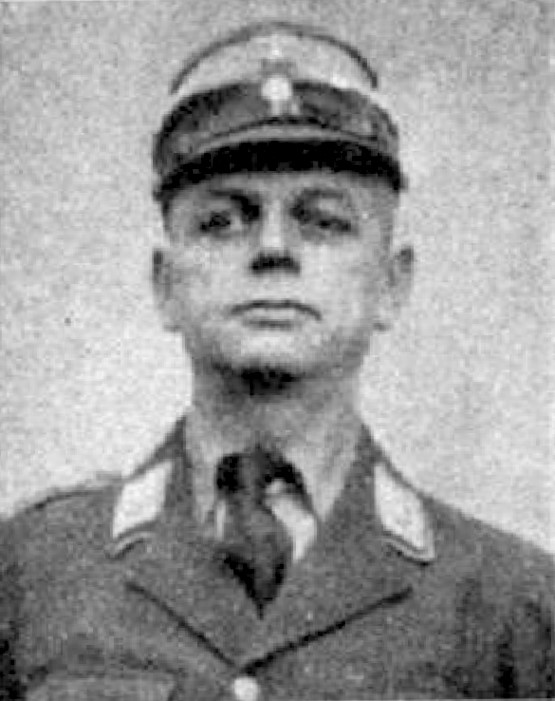
Fritz Adam, Porträtfoto aus dem Reichstags-Handbuch 1934

Fritz Adam (* 11. Oktober 1889 in Küstrin; † 16. April 1945 in Querfurt) war SA-Oberführer und ein deutscher Politiker der NSDAP.

## Leben
Adam besuchte die Mittelschule und anschließend die preußische Baugewerksschule. Er wurde Bauingenieur und arbeitete bei der Staatlichen Preußischen Bauverwaltung, wo er für Eisenkonstruktionen und Gewächsbau zuständig war. Später gehörte ihm eine Fabrik, die in Küstrin-Neustadt für Gewächsbau zuständig war, danach war er Inhaber einer Firma in Königsberg.

## Politik
Adam trat zum 1. Februar 1930 der NSDAP bei (Mitgliedsnummer 195.723). 1933 wurde er in den Preußischen Landtag gewählt. Vom 12. November 1933 bis zum 19. November 1937 gehörte er dem Reichstag unter der NS-Herrschaft an.
Als Mitglied der SA wurde Adam am 15. Januar 1934 zum SA-Brigadeführer befördert. Er wurde unter anderem mit der Führung verschiedener SA-Gruppen beauftragt, so war er 1934 Führer der SA-Gruppe Ostmark und anschließend bis Februar 1937 Stabsführer der SA-Gruppe Ostland (Königsberg). Im September 1937 wurde er beauftragt, das Amt des Landrats im Landkreis Neidenburg (anschließend auch besetztes polnisches Gebiet) zu verwalten, bis er im Juni 1940 als Landrat nach Querfurt versetzt wurde und hier Nachfolger des nach Neidenburg versetzten Axel Crewell wurde. Im April 1945 nahm er sich in Querfurt das Leben.
Er war Vorsitzender des Aufsichtsrates der Winzer-Vereinigung Freyburg/U., im Aufsichtsrat der Landkraftwerke Leipzig AG, der Kulkwitz Merseburger Ueberlandbahnen AG Merseburg und Mitglied des Verwaltungsrates der Gasfernversorung Saale in Haalle GmbH in Halle (Saale).